# Bangladesi taka
A taka Banglades hivatalos pénzneme.

## Név
Nyugat-Bengáliában, Tripurában, Oriszában és Asszámban az indiai rúpia elnevezése a szanszkrit ṭanka szóból származik. Emiatt a rúpiát bengáliul টাকা ṭakának nevezik. Innen a bangladesi pénz elnevezése.

## Bankjegyek

### 1972-es sorozat
| Névérték  | Méret       | Szín                 | Leírás                 | Leírás                    | Dátumok              | Dátumok              |
| Névérték  | Méret       | Szín                 | Előoldal               | Hátoldal                  | Kibocsátás           | Visszavonás          |
| --------- | ----------- | -------------------- | ---------------------- | ------------------------- | -------------------- | -------------------- |
| 2 taka    | 100 × 60 mm | narancssárga és zöld | Shahid Minar           | Copsychus saularis        | 1988. december 29.   | forgalomban          |
| 5 taka    | 119 × 64 mm | krém                 | Mehrab                 | ipari táj                 | 1978. május 2.       | 2006. október 8.     |
| 5 taka    | 119 × 64 mm | krém                 | Mehrab                 | ipari táj                 | 2006. október 8.     | forgalomban          |
| 10 taka   | 122 × 59 mm | rózsaszín            | Baitul Mukarram        | Jatiyo Sangshad Bhaban    | 1972. június 2.      | 2006. szeptember 21. |
| 10 taka   | 122 × 59 mm | rózsaszín            | Baitul Mukarram        | Jatiyo Sangshad Bhaban    | 2006. szeptember 21. | forgalomban          |
| 20 taka   | 130 × 60 mm | zöld                 | Choto Sona Mosque      | 4 mosó férfi              | 1979. augusztus 20.  | 2002. július 13.     |
| 20 taka   | 130 × 60 mm | zöld                 | Choto Sona Mosque      | 4 mosó férfi              | 2002. július 13.     | forgalomban          |
| 50 taka   | 130 × 60 mm | krém, zöld           | Jatiyo Sangshad Bhaban | Bagha-mecset              | 1976. március 1.     | 2005. július 30.     |
| 50 taka   | 130 × 60 mm | krém, zöld           | Jatiyo Sangshad Bhaban | Bagha-mecset              | 2005. július 30.     | forgalomban          |
| 100 taka  | 140 × 62 mm | kék                  | Nemzeti Emlékmű        | Jamuna-híd                | 1972. szeptember 1.  | 2006. július 16.     |
| 100 taka  | 140 × 62 mm | kék                  | Nemzeti Emlékmű        | Jamuna-híd                | 2006. július 16.     | forgalomban          |
| 500 taka  | 153 × 69 mm | ibolya               | Nemzeti Emlékmű        | Dhakai Legfelsőbb Bíróság | 1976. december 15.   | 2004. október 24.    |
| 500 taka  | 153 × 69 mm | ibolya               | Nemzeti Emlékmű        | Dhakai Legfelsőbb Bíróság | 2004. október 24.    | forgalomban          |
| 1000 taka | 160 x 72 mm | piros, rózsaszín     | Shahid Minar           | Curzon Hall               | 2008. október 27.    | forgalomban          |

### 2011-es sorozat
2011. augusztus 11-én bocsátották ki az új sorozat bankjegyei közül az 5, 100, 500, 1000 takást.
2012. március 7-én bocsátották ki az új 10, 20 és 50 takás bankjegyeket.
| Névérték | Méret       | Szín         | Leírás                                               | Leírás                                          | Dátumok   | Dátumok          |
| Névérték | Méret       | Szín         | Előoldal                                             | Hátoldal                                        | Nyomtatás | Kibocsátás       |
| -------- | ----------- | ------------ | ---------------------------------------------------- | ----------------------------------------------- | --------- | ---------------- |
| 10 taka  | 122 x 60 mm | rózsaszín    | Mujibur Rahman sejk, Nemzeti Mártír-emlékmű Savarban | Baitul Mukarram-mecset Dhakában                 | 2012      | 2012. március 7. |
| 20 taka  | 127 x 60 mm | zöld         | Mujibur Rahman sejk, Nemzeti Mártír-emlékmű Savarban | Shaat Gambuj Masjid-mecset Bagerhatban          | 2012      | 2012. március 7. |
| 50 taka  | 117 x 60 mm | barna, vörös | Mujibur Rahman sejk, Nemzeti Mártír-emlékmű Savarban | Shilpacharya Jainul Abedin: Ploughing festménye | 2012      | 2012. március 7. |

### 2025-ös sorozat
2024. december 8-án a Bangladesh Bank és a kormány jóváhagyta új bankjegyek nyomtatását a 2024. júliusi forradalom emlékére, amely Haszina Vazed miniszterelnök menesztéséhez vezetett. Bár a terveket nem hozták nyilvánosságra, a hatóságok felfedték, hogy az új jegyzeteken többé nem Mudzsibur Rahman sejk portréja szerepel majd, hanem a vallási struktúrákról, a bengáli hagyományokról és a júliusi felkelés idején rajzolt „graffitikről” készült új képek lesznek.